# Bounder (videogioco)
Bounder è un videogioco d'azione pubblicato nel 1986 per i computer Amstrad CPC, Amstrad PCW, Commodore 16, Commodore 64, MSX e ZX Spectrum dalla Gremlin Graphics. Ha per protagonista una palla da tennis rimbalzante, inquadrata dall'alto. Fu un successo e uno dei giochi più originali della Gremlin.
La versione Commodore 64, prima a essere prodotta, fu venduta originariamente con in omaggio una riedizione di Metabolis, precedente gioco della Gremlin, come lato B.
La versione Commodore 16 non uscì mai autonomamente, ma in coppia con Planet Search, un clone inedito di Defender, sulla cassetta unica Bounder and Planet Search.
Bounder ha avuto due seguiti, Re-Bounder per Commodore 64 e molti anni dopo Bounder's World per iOS.

## Modalità di gioco
Il giocatore controlla una palla da tennis che rimbalza incessantemente sul pavimento. La visuale è dall'alto, ossia l'immagine della palla si ingrandisce quando si solleva in aria e si rimpicciolisce quando scende verso il pavimento. L'ambiente è a scorrimento verticale continuo verso l'alto. Lo scenario è costituito da piattaforme sospese in aria (ma non si tratta di un videogioco a piattaforme nel senso tradizionale) alla stessa altitudine, composte perlopiù da mattonelle decorate con un motivo a esagoni. La palla si può spostare in tutte le direzioni e deve rimbalzare sulle piattaforme; se le manca, precipita sul terreno situato molto più in basso e si perde una vita. Solo nelle versioni Commodore 64 e Commodore 16 lo scorrimento è parallattico, ossia il terreno in lontananza si vede scorrere più lentamente.
Lo scopo è arrivare fino alla fine del percorso, dove lo scorrimento si ferma e un guantone da boxe spinge la palla verso la vittoria. Ci sono 10 livelli (4 su Commodore 16), con piattaforme di forme e dimensioni molto variabili. La funzione di pausa può essere usata per studiare lo schermo e valutare dove passare. Le piattaforme possono essere lontane tra loro, a volte infatti è importante iniziare il movimento subito dopo il rimbalzo della palla, per sfruttare tutto il suo tempo di volo e riuscire a superare il baratro.
Si incontrano diversi tipi di creature e strani oggetti mobili, contro i quali ci si può scontrare anche in volo, e anche in tal caso si perde una vita. Ci sono inoltre pareti e montagne che non possono essere scavalcate.
Alcune mattonelle hanno un aspetto ed effetto particolare. Le mattonelle con freccia consentono alla palla di fare il successivo rimbalzo più potente, restando molto più a lungo in aria. Le mattonelle con punto interrogativo concendono un bonus ignoto, che può essere vite extra, punteggio o "salti" (vedi sotto), ma possono anche rivelare qualcosa di letale, come una dentiera che mangia la palla. La posizione dei bonus e malus però può essere memorizzata dato che resta la stessa a ogni partita.
Progredendo nei livelli si trovano ulteriori caratteristiche, come catapulte che spingono più delle frecce, mattonelle che scompaiono, teletrasporti, scariche elettriche attraversabili solo quando spente, ventilatori che spingono la palla.
Alla fine di ogni livello c'è una fase bonus, a schermo immobile e senza rischio di precipitare. Qui la palla deve cercare di saltare su tutte le mattonelle con punto interrogativo, utilizzando nel complesso meno rimbalzi possibile, fino a esaurimento del numero di salti consentito. La riserva di salti per le fasi bonus può essere aumentata in precedenza trovando i relativi power-up nei punti interrogativi lungo i percorsi.
Bounder è noto per la sua elevata difficoltà, legata alla conformazione spietata dei livelli e alla dipendenza dalla fortuna nel trovare i bonus giusti. Anche la rinascita della palla dopo aver perso una vita, per ammissione dello stesso autore Christian Shrigley, è poco ragionata e spesso causa la riapparizione in punti dove è condannata a morire subito di nuovo.

## Sviluppo
Bounder fu ideato da Christian Shrigley, Andrew Green e Robert Toone, tre amici che avevano già lavorato separatamente a piccoli successi nel campo dei videogiochi. Toone si era specializzato come designer e gli altri due come programmatori. Furono ispirati dal recente sparatutto arcade Exed Exes; Shrigley sostiene che aveva capito la tecnica per riprodurne lo scorrimento parallattico sul Commodore 64, e discutendo a lungo i tre arrivarono all'idea di una palla da tennis saltellante su un ambiente alla Exed Exes.
La successiva realizzazione fu lunga e richiese tutta l'estate e gran parte dell'anno successivo. Il programma fu scritto interamente in linguaggio macchina usando il software Zoom Monitor.
Una volta gettate le basi, il trio di autori perlopiù inventò le cose man mano che lo sviluppo procedeva. Nemici e altri elementi del gioco vennero ideati in corso d'opera. La palla che precipita lontano e si sfracella in un cerchio di fumo è un omaggio a Willy il Coyote.
I livelli vennero progettati per la maggior parte da Robert Toone, che su carta quadrettata numerava le caselle per rappresentare i vari elementi dello scenario, ciascuno poi realizzato con un blocco di 2x2 caratteri.
Una volta completato il gioco per Commodore 64, gli autori lo inviarono a una sola editrice, la Gremlin Graphics. Entro un paio di settimane, poco prima di Natale 1985, il fondatore Ian Stewart li convocò in sede, sia per accettare di pubblicare Bounder, sia per offrire a tutti e tre inaspettatamente un posto di lavoro come sviluppatori interni, che occuparono da gennaio.
Presto seguirono le conversioni per altre piattaforme, tutte piuttosto fedeli. Quella per ZX Spectrum, da cui derivò quella quasi identica per MSX, perse i suoni, colori e l'effetto parallasse del C64, ma i livelli sono non meno infidi e lo scorrimento è veloce. La versione Amstrad CPC invece fu fin troppo colorata. La più sorprendente fu probabilmente la versione Commodore 16, che nonostante il sistema poco potente, riuscì a ricreare molto dell'originale, perfino l'effetto parallasse, sebbene con uno sfondo semplificato.

## Accoglienza
Bounder fu molto apprezzato dalla critica europea. Frequentemente le riviste di settore lodavano la giocabilità e il coinvolgimento, e notavano anche la difficoltà del gioco, di solito in senso buono, perché teneva vivo l'interesse.
In particolare Zzap!64 assegnò una "medaglia d'oro" alla versione Commodore 64, giudicata coinvolgente, impegnativa e innovativa, con un voto complessivo del 97% e tutti i voti su singoli aspetti di almeno 90%. Your Commodore lo dichiarò "gioco del mese" e Your Sinclair nominò la versione ZX Spectrum un Megagame, con voto di 9/10.
Altri giudizi molto positivi vennero da Amstrad Action (Amstrad CPC 92%), Crash (Spectrum 90%), Commodore Horizons (C64 "eccellente"), Computer and Video Games (C64 8-9/10).
Molte altre riviste, sebbene non diedero giudizi straordinari, lo giudicarono comunque bene.
Anche la versione Bounder and Planet Search per il meno potente Commodore 16 fu perlopiù apprezzata e Bounder rappresentava il pezzo forte del duo. Zzap! assegnò un 89% alla raccolta (descrivendo solo Bounder), Commodore User assegnò un 8/10 parlando secondariamente bene anche di Planet Search, giudicato il migliore dei tanti cloni di Defender sul C16.
Popular Computing Weekly apprezzò più moderatamente la raccolta, mentre Aktueller Software Markt le diede un insolito giudizio mediocre.

## Serie
Per Commodore 64 esiste una seconda versione di Bounder, anche nota come Bounder on the Rebound, ritoccata e resa leggermente più facile, uscita all'interno della raccolta Ten Great Games (1987) della Gremlin Graphics.
Un vero seguito, Re-Bounder, uscì soltanto per Commodore 64 nel 1987.
Nel 2011 uscì Bounder's World, un seguito o rivisitazione per iOS con grafica tridimensionale.
Nel 2018 le versioni Amstrad CPC, C64 e Spectrum fedelmente riprodotte sono state ufficialmente pubblicate come applicazione unica per dispositivi mobili iOS e Android.
Nel 2022 le versioni CPC e Spectrum emulate sono uscite su Steam per Windows.